# The Bear
The Bear is een Amerikaanse dramedyserie. De serie ging op 23 juni 2022 in première op de streamingdienst Hulu, met Jeremy Allen White in de hoofdrol als een bekroonde chef-kok die terugkeert naar zijn geboorteplaats Chicago om de chaotische keuken van de broodjeszaak van zijn overleden broer te beheren.

## Verhaal
Een jonge chef-kok, Carmen "Carmy" Berzatto, erft de Italiaanse broodjeszaak van zijn familie na de zelfmoord van zijn oudere broer. Hij komt thuis in Chicago om de zaak te runnen en laat hierbij een wereld van werken in een Michelinsterrenrestaurant achter zich. Hij moet omgaan met de onopgeloste schulden van zijn broer, een vervallen keuken en een onhandelbaar personeel, terwijl hij ook te maken krijgt met zijn eigen pijn en familietrauma.

## Rolverdeling
| Acteur             | Personage                   |
| ------------------ | --------------------------- |
| Jeremy Allen White | Carmen "Carmy" Berzatto     |
| Ebon Moss-Bachrach | Richard "Richie" Jerimovich |
| Ayo Edebiri        | Sydney Adamu                |
| Lionel Boyce       | Marcus Brooks               |
| Liza Colón-Zayas   | Tina Marrero                |
| Abby Elliott       | Natalie "Sugar" Berzatto    |
| Matty Matheson     | Neil Fak                    |

## Afleveringen
| Seizoen | Aantal afleveringen | Hulu         |
| Seizoen | Aantal afleveringen | Releasedatum |
| ------- | ------------------- | ------------ |
| 1       | 8                   | 23 juni 2022 |
| 2       | 10                  | 22 juni 2023 |
| 3       | 10                  | 26 juni 2024 |
| 4       | 10                  | 25 juni 2025 |

## Ontvangst

### Seizoen 1
Volgens de streaming-aggregator Reelgood was The Bear het op een na meest bekeken programma op alle platforms in de week van 13 juli 2022, het meest bekeken programma in de week van 22 juli 2022 en het zevende meest bekeken programma in de week van 27 juli 2022. Volgens de streaming-aggregator JustWatch was The Bear de op een na meest gestreamde televisieserie op alle platforms in de Verenigde Staten in de week die eindigde op 3 juli 2022 en de tweede in de week die eindigde op 17 juli 2022. voor FX was het eerste seizoen de meest bekeken comedyserie in de geschiedenis van het netwerk.
Het American Film Institute noemde het een van de tien beste televisieprogramma's van het jaar. Het eerste seizoen kreeg positieve kritieken van de filmcritici, met een score van 100% op Rotten Tomatoes, gebaseerd op 79 beoordelingen.

### Seizoen 2
Volgens Reelgood was The Bear het op een na meest bekeken programma op alle platforms in de Verenigde Staten in de week van 22 juni 2023 en het meest bekeken programma in de week van 29 juni. 2023. Volgens JustWatch was The Bear de meest gestreamde televisieserie op alle platforms in de Verenigde Staten in de week die eindigde op 25 juni 2023. Volgens FX was het tweede seizoen de meest bekeken seizoenspremière in de geschiedenis van het netwerk. Volgens de kijkersregistratie-app TV Time van Whip Media was The Bear de achtste meest bekeken "original" streamingtelevisieserie van 2023.
Het tweede seizoen kreeg positieve kritieken van de filmcritici, met een score van 99% op Rotten Tomatoes, gebaseerd op 108 beoordelingen.

## Prijzen en nominaties
De belangrijkste:
| Jaar | Prijs                          | Categorie                                       | Genomineerde(n)                  | Uitslag     |
| ---- | ------------------------------ | ----------------------------------------------- | -------------------------------- | ----------- |
| 2024 | Primetime Emmy Awards          | Beste komedieserie                              | Beste komedieserie               | Gewonnen    |
| 2024 | Primetime Emmy Awards          | Beste mannelijke hoofdrol in een komedieserie   | Jeremy Allen White               | Gewonnen    |
| 2024 | Primetime Emmy Awards          | Beste mannelijke bijrol in een komedieserie     | Ebon Moss-Bachrach               | Gewonnen    |
| 2024 | Primetime Emmy Awards          | Beste vrouwelijke bijrol in een komedieserie    | Ayo Edebiri                      | Gewonnen    |
| 2024 | Primetime Emmy Awards          | Beste regie van een komedieserie                | Christopher Storer               | Gewonnen    |
| 2024 | Primetime Emmy Awards          | Beste scenario voor een komedieserie            | Christopher Storer               | Gewonnen    |
| 2024 | Golden Globe Awards            | Beste komische of muzikale serie                | Beste komische of muzikale serie | Gewonnen    |
| 2024 | Golden Globe Awards            | Beste acteur in een komische of muzikale serie  | Jeremy Allen White               | Gewonnen    |
| 2024 | Golden Globe Awards            | Beste actrice in een komische of muzikale serie | Ayo Edebiri                      | Gewonnen    |
| 2024 | Golden Globe Awards            | Beste mannelijke bijrol op televisie            | Ebon Moss-Bachrach               | Genomineerd |
| 2024 | Golden Globe Awards            | Beste vrouwelijke bijrol op televisie           | Abby Elliott                     | Genomineerd |
| 2024 | Satellite Awards               | Beste komische of muzikale serie                | Beste komische of muzikale serie | Genomineerd |
| 2024 | Satellite Awards               | Beste acteur in een komische of muzikale serie  | Jeremy Allen White               | Genomineerd |
| 2024 | Satellite Awards               | Beste actrice in een komische of muzikale serie | Ayo Edebiri                      | Genomineerd |
| 2023 | Critics Choice Awards          | Beste komedieserie                              | Beste komedieserie               | Genomineerd |
| 2023 | Critics Choice Awards          | Beste mannelijke hoofdrol in een komedieserie   | Jeremy Allen White               | Gewonnen    |
| 2023 | Critics Choice Awards          | Beste vrouwelijke bijrol in een komedieserie    | Ayo Edebiri                      | Genomineerd |
| 2023 | Golden Globe Awards            | Beste komische of muzikale serie                | Beste komische of muzikale serie | Genomineerd |
| 2023 | Golden Globe Awards            | Beste acteur in een komische of muzikale serie  | Jeremy Allen White               | Gewonnen    |
| 2023 | Film Independent Spirit Awards | Beste nieuwe gescripte serie                    | Beste nieuwe gescripte serie     | Gewonnen    |
| 2023 | Film Independent Spirit Awards | Beste bijrol in een nieuwe gescripte serie      | Ayo Edebiri                      | Gewonnen    |
| 2023 | Film Independent Spirit Awards | Beste bijrol in een nieuwe gescripte serie      | Ebon Moss-Bachrach               | Genomineerd |
| 2023 | Satellite Awards               | Beste dramaserie                                | Beste dramaserie                 | Genomineerd |
| 2023 | Satellite Awards               | Beste acteur in een genre of dramaserie         | Jeremy Allen White               | Genomineerd |